# Двести евро
Двести евро — шестая по номинальной стоимости банкнота евро. Находится в обращении с 2002 года, с момента введения валюты.

## Дизайн
Банкнота в 200 евро имеет размер 153х77 мм (153×82 мм до 2019 года). Выполнена в жёлтой цветовой гамме.
Все банкноты евро содержат изображения мостов и арок/дверных проёмов различных исторических стилей европейской архитектуры. 200 евро отражает архитектурные элементы эпохи модерна (конец XIX — начало XX века н. э.). Хотя Роберт Калина разработал оригинальные рисунки реально существующих зданий, по политическим причинам было решено разместить схематические примеры соответствующих архитектурных эпох.
Как и остальные банкноты, 200 евро содержит наименование валюты, номинал, флаг Евросоюза, подпись президента Европейского центрального банка, 12 звёзд ЕС, год выпуска и специальные элементы защиты банкноты.

## Элементы защиты банкноты
Банкнота в 200 евро защищена голограммой, созвездием EURion, водяными знаками, рельефной печатью, защитной нитью, ультрафиолетовыми чернилами, чернилами, меняющими цвет, микропечатью, матовой поверхностью, перфорацией, штрихкодом и серийным номером, который подчиняется определённому математическому правилу. Код эмитента расположен справа от звёздочки «на 8 часах».

## Изменения
С 2002 по 2019 год изменений в дизайн банкноты не вносилось. На первых выпусках стоит подпись председателя Европейского центрального банка Вима Дуйзенберга, которую позже заменили на подпись Жан-Клода Трише, а затем — на подпись Марио Драги.
В 2019 году введены в обращение новые купюры в 100 и 200 евро серии «Европа», где, помимо латиницы и греческого алфавита, есть надпись кириллицей «евро». Также эти банкноты имеют ту же ширину, что и банкнота 50 евро, а принцип «чем выше номинал, тем длиннее банкнота» остался неизменным.